# Casa de la Feligresa
La casa de la Feligresa és un edifici d'Ulldecona (Montsià) protegit com a bé cultural d'interès local.

## Descripció
Habitatge entre mitgeres construïda en part sobre porxos medievals, des dels quals s'accedeixen al seu interior. L'estructura interna ha estat modificada en intervencions posteriors, no obstant, es conserva la façana d'estructura i decoració típicament modernistes. Sobre dues arcades corresponents als porxos, de perfil modificat en arc tudor, s'aixequen tres pisos i una terrassa amb la barana superior de línia mixtilínia i amb el perfil superior de rajola decorativa. En el primer pis es disposen dos balcons i una tribuna central coberta amb cupulí. Als pisos superior també hi ha dos balcons per nivell. És interessant el treball d'esgrafiats del forjat del mur, especialment en el sector central dels pisos superiors on es representen la bandera catalana dintre d'un emmarcament romboïdal, al voltant del qual s'organitzen motius decoratius (garlandes, llaços...). Sobre aquest esgrafiat hi ha gravada la data MCMXXI.